# 霍卢比夫卡 (萨马尔区)
48°53′10″N 35°19′42″E / 48.88611°N 35.32833°E

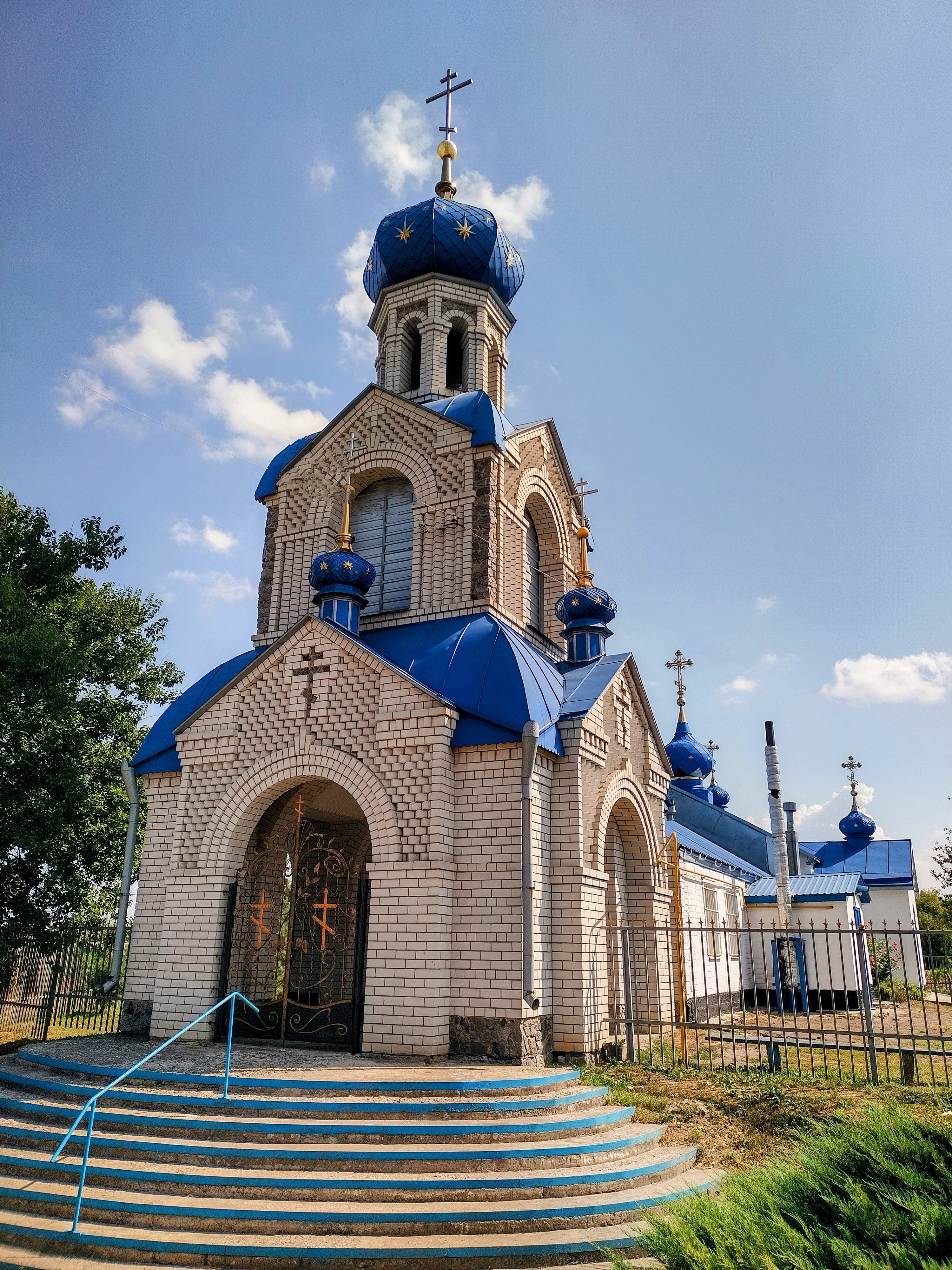
教堂

霍卢比夫卡，是烏克蘭中部第聶伯羅彼得羅夫斯克州薩馬爾區佩雷谢皮内市镇的村落。處於萨马尔以北35公里的基利琴河畔，海拔高度148米，2025年人口3,300。